# Gaspar Noé
Gaspar Noé (* 27. prosince 1963 v Buenos Aires) je francouzský scenárista, kameraman, herec a režisér. V současnosti patří mezi nejprovokativnější francouzské režiséry současnosti. V roce 2010 navštívil ČR při příležitosti uvedení svého filmu na festivalu Febiofest. Byl dvakrát nominován na Zlatou palmu na Filmovém festivalu v Cannes.

## Filmografie
| rok  | film             | role                                  | Poznámka                        |
| ---- | ---------------- | ------------------------------------- | ------------------------------- |
| 2018 | Climax           | režisér, scenárista                   |                                 |
| 2015 | Láska            | režisér, scenárista                   |                                 |
| 2012 | 7 dní v Havaně   | režisér, scenárista, kameraman        | povídkový film (1 ze 7 povídek) |
| 2009 | Vejdi do prázdna | režisér, scenárista, herec            | nominace na Zlatou palmu        |
| 2008 | 8                | režisér, scenárista, kameraman        | povídkový film                  |
| 2008 | Dante 01         | herec                                 |                                 |
| 2006 | Destricted       | režisér                               | povídkový film                  |
| 2002 | Zvrácený         | režisér, scenárista, kameraman, herec | nominace na Zlatou palmu        |
| 1998 | Sám proti všem   | režisér, scenárista                   |                                 |
| 1991 | Carne            | režisér, scenárista                   |                                 |